# Яспер Улрих Зетцен
Яспер Улрих Зетцен (на немски: Ulrich Jasper Seetzen) е германски лекар, учен естественик, пътешественик и изследовател на земите от Близкия и Средния изток.

## Биография

### Образование и младежки години (1767 – 1790)
Роден е на 30 януари 1767 година в Софиенгроден, Господство Йевер, в семейството на заможен фермер. През 1785 година записва медицина в Университета в Гьотинген, който завършва през 1789 година едновременно с Александър фон Хумболт. Главните му интереси обаче са естествената история и технология.

### Изследователска дейност (1790 – 1811)
През 1790 година предприема шестмесечно пътешествие във Вестфалия, събира и колекционира растения и минерали, посещава фабрики и мини. През 1791 година заминава за Виена, по-късно посещава Бохемия и Саксония и през 1792 година се завръща у дома си. От 1795 година работи в научните дружества в Берлин и Йена, след това извършва топографско заснемане и картиране на кадастъра на графствата Мюнстер и Майнхьофел в Източна и Западна Прусия.
Стимулиран от новината за пътуването на бившия му състудент Александър фон Хумболт в Южна Америка, на 13 юни 1802 година Зетцен заминава на екскурзия в Близкия изток, като посещава Константинопол, Сирия, Палестина и Кайро, където остава две години и събира богата колекция от ръкописи и антични предмети, които донася в Германия. По време на двегодишния си престой в Арабския свят изучава перфектно арабски език, владеенето на който ще спомогне много в следващите му пътувания. През 1803 и 1807 година обикаля Мъртво море и картографира крайбрежието му.
През 1807 година изследва Синайския полуостров и Суецкия провлак, а през 1808 година – падината Ел Файюм в Египет.
През 1809 година преоблечен като мюсюлмански поклонник посещава Мека и Медина, а през 1810 година – Йемен. Отличното владеене на арабския език, практикуването на лекарските му познания и спазването на мюсюлманските порядки и обичаи му помагат извънредно много при неговите пътувания из арабския свят.
Убит е през септември 1811 година по пътя за Сана, малко преди началото на замисленото от него пътешествие за изследване на Африка.